# 大塚亜美
大塚 亜美（おおつか あみ、1989年6月29日 - ）は、大阪府出身のモデル、レースクイーンである。
所属事務所は（株）フリーダムプロダクション。

## 略歴
2008年、鈴鹿サーキットクイーン30期生に就任し2年間活動。その後2010年からレースクイーン活動を始め、同年10月よりクレイズアソシエイションに所属。
2011年9月、心斎橋ガールズコレクションに出場し、“心斎橋トップレディ”に選出。黒田知沙と共に1年間活動する。2013年にはオカノアキラのプロデュースで歌手活動を始め、シングル4作を発表している。
2015年3月にクレイズアソシエイションを離れ、現事務所に移籍。

## 人物
- 趣味はショッピング、サッカー観戦、モータースポーツ観戦。特技はピアノ演奏。
- キャッチフレーズは「笑顔大作戦！」
- 3歳上の兄がいる[3]。

## 活動履歴

### レースクイーン
- 2008-2009 鈴鹿サーキットクイーン30期生
他30期生は伊藤有里、春崎まり、田中小夜美、村信遥
- 2010 スーパー耐久DIXCELレースクイーン
- 2011年 EXEDYギャル
- 2011年 KAWASAKI KAZEギャル

### 撮影会
- エッセ撮影会（2009年10月24日）
- モーメント撮影会（2010年5月5日）
- Bonita撮影会（2011年1月8日、2月26日、3月20日、4月30日、6月26日）

### 出演
広告
- サンハーティネス香産【SHF】（2011年2月 - ）

ラジオ
- インターネット放送　車とくらす“Cartolive.TV”情報＆FM番組（2010年5月 - ）レギュラー

イベント
- 2011年／2012年／2013年 大阪オートメッセ「K-BREAK」
- 2011年 東京オートサロン「WALD」
- 2013年 大阪モーターショー「大阪トヨペット」

雑誌
- るるぶ 浜松 浜名湖 三河 ’12
- るるぶ 伊勢志摩 ’12
- るるぶ 山陰'12

## 作品

### CD
1. 急げ!乙女（2013年3月20日）
C/W：渚で危ないアヴァンチュール
2. 恋するサーキット（2013年5月3日）
C/W：boyfriend
3. 無敵のサッカー大作戦（2013年7月27日）
C/W：ファンク天国、ダンス天国
4. Love Forever（2013年12月8日）
C/W：恋してCatch Me